# Abenójar
Pour les articles homonymes, voir Dale Abenojar.
Abenójar est une commune d'Espagne de la province de Ciudad Real dans la communauté autonome de Castille-La Manche.

## Démographie
| 1991  | 1996  | 2001  | 2004  | 2007  | 2008  | 2009  |
| ----- | ----- | ----- | ----- | ----- | ----- | ----- |
| 2 016 | 1 834 | 1 681 | 1 693 | 1 618 | 1 615 | 1 592 |

## Administration
| Période                                  | Période | Identité | Étiquette | Qualité |
| ---------------------------------------- | ------- | -------- | --------- | ------- |
|                                          |         |          |           |         |
| Les données manquantes sont à compléter. |         |          |           |         |